# アントン・ウルシュプルフ
アントン・ウルシュプルフ (独: Anton Urspruch, 1850年2月17日 - 1907年1月11日) は、ドイツの後期ロマン派の作曲家、教育者である。

## 生涯
弁護士で作家のカール・テオドール・ウルシュプルフと妻アンナ・エリザベス（旧姓ゼンガー）の息子として生まれた。ウルシュプルフは高校教育を受け、幼い頃から音楽と絵画の才能を示したが、すぐに音楽に専念した。 ウルシュプルフはフランクフルトでイグナーツ・ラハナーとヨアヒム・ラフに師事した。フランツ・リストの愛弟子であった。
1878年に、ホッホ音楽院が開設されたときに教師となり、ピアノと作曲を教え、クララ・シューマンとヨハネス・ブラームスらと親交を結ぶ。1882年に音楽院長のヨアヒム・ラフが亡くなった後、ウルシュプルフはフランクフルトに新しく設立されたラフ・コンセルヴァトリウム（Raff-Konservatorium）に移り、そこで亡くなるまで教鞭をとった。
晩年はグレゴリオ聖歌の復活に尽力した。
1907年1月11日、死去。没後は忘れ去られ、演奏される機会は少ない。

## 作品
彼はピアノ曲、合唱曲、室内楽曲、大規模なオーケストラ作品と2つのオペラなど幅広い作曲作品を書いた。
- 5つの幻想的小品 Op.2
- 6つの歌 Op. 3
- 薔薇の歌 Op.5
- ドイツ舞曲 Op.7
- ピアノ協奏曲 変ホ長調 Op. 9
- 変奏曲 Op.10
- 交響曲 変ホ長調 Op. 14
- 5つの小品Op.19
- カヴァティーナ Op.20-1
- アラベスク Op.20-2
- 前奏曲 Op.22-1
- 奇想曲 Op.22-2
- 8つの歌 Op.23
- チェロ・ソナタ ニ長調 Op. 29